# Европски штит 2002/03.
Европски штит 2002/03. (службени назив: 2002–03 European Shield) је било премијерно издање овог трећег по квалитету, европског клупског рагби такмичења.
Учествовало је 16 екипа из 5 држава, а такмичење је имало нокаут систем. Финале је одиграно у Редингу, а Кастр је победио Серфили и тако освојио пехар.

## Учесници
- Серфили  Велс
- Ебв вејл  Велс
- Ла Моралеја  Шпанија
- Мадрид  Шпанија
- Динамо Букурешт  Румунија
- Гран Парма  Италија
- Лаквила  Италија
- Овермах Парма  Италија
- Петрарка Падова  Италија
- Рома  Италија
- Ровиго  Италија
- Силеа  Италија
- Олимпик Кастр  Француска
- Гренобл  Француска
- Монт де марсан  Француска
- По  Француска

## Такмичење

### Прва рунда
Прве утакмице
Кастр - Гренобл 14-13
Ебв вејл - Мадрид 37-16
Гран Парма - По 21-16
Ровиго - Серфили 26-22
Рома - Петрарка 18-38
Ла Моралеја - Овермах Парма 26-19
Монт де Марсан - Силеа 17-7
Лаквила - Динамо 24-27
Реванши
Серфили - Ровиго 58-17
Петрарка - Рома 14-14
Силеа - Монт де Марсан 17-32
Мадрид - Ебв вејл 16-38
Гренобл - Кастр 30-31
Овермах - Ла Морлалеја 26-13
По - Гран Парма 30-20
Динамо - Лаквила 26-24

### Четвртфинале
Прве утакмице
Ебв вејл - По 29-3
Серфили - Овермах 41-28
Петрарка - Монт де Марсан 15-16
Динамо - Кастр 0-88
Реванши
Кастр - Динамо 123-0
Овермах - Серфили 15-10
Монт де марсан - Петрарка 16-30
По - Ебв вејл 63-17

### Полуфинале
Прве утакмице
Кастр - По 54-25
Петрарка - Серфили 10-28
Реванши
Серфили - Петрарка 26-33
По - Кастр 26-24

### Финале
Серфили - Кастр 12-40

## Финале
| Серфили | 12 - 40 | Олимпик Кастр |
| ------- | ------- | ------------- |
|         |         |               |

| Освајач Европског штита 2002/2003. |
| ---------------------------------- |
| Олимпик Кастр 1. титула            |